# Helga och Flora
Helga och Flora (spanska: Helga y Flora) är en TV-Serie från 2020, skriven och regisserad av Christian Aspée. Teveserien utspelar sig i Isla Grande de Tierra del Fuego år 1930-talet och de olika hinder och nackdelar som de första kvinnliga detektiverna i Chiles historia måste möta. TV-Serien hade premiär i Chile den 25 april 2020. Huvudrollerna spelas av bland andra Catalina Saavedra, Alejandro Sieveking, och Amalia Kassai.